# ニカラグアの国旗
ニカラグアの国旗は、1971年8月27日に制定された旗である。エルサルバドルの国旗やホンジュラスの国旗同様、中米連邦の旗に基づいたデザインである。中央に国章が配置されている。
国章には "REPUBLICA DE NICARAGUA" "AMERICA CENTRAL"（中央アメリカ・ニカラグア共和国）と記されている。三角形の中には、中米連邦各国を表す五つの火山と、平和の象徴である虹、自由の象徴である分離独立主義者の帽子がデザインされている。なお、現存する国旗の中では、紫色が取り入れられているのはニカラグア（中央の虹の中にある一色）とドミニカ国（鸚鵡の体色）のみである。

?現在の国旗（縦横比2:3の別タイプ）

## 歴代の国旗

### スペイン

?1785年までの旗
?1785年の旗
?1875年 - 1821年

### 中央アメリカ

? 1823年8月21日 - 1824年11月22日 中央アメリカ諸州連合
? 1824年11月22日 - 1854年4月21日 中央アメリカ連邦共和国

### ニカラグア

? 1852年?
? 1854年4月21日 - 1858年(国旗)
? 1854年4月21日 - 1858年(商船旗)
?ウィリアム・ウォーカーの時代に使用された旗
? 1858年 - 1873年
? 1873年- 1889年
? 1889年 - 1893年?
? 1893年 - 1896年
? 1896年 - 1898年11月1日
? 1898年11月1日 - 11月30日
? 1898年4月 - 11月
? 1908年 - 1971年